# Park Mi-sun
Park Mi-sun (em coreano: 박미선; nascida em 10 de março de 1967) é uma comediante sul-coreana e apresentadora de programas de variedades, como Quiz to Change the World, Happy Together - Season 3 e We Got Married. Ela também estrelou as sitcoms "Soonpoong Clinic", "Tae-hee", "Hye-kyo", "Ji-hyun" e "All My Love". 

## Vida pessoal
Park Mi-sun formou-se na Hanyang University em 1985 com um diploma de bacharel em teatro e cinema.
Ela é casada com o comediante Lee Bong-won. Eles têm dois filhos, um menino chamado Lee Sang-yeob e uma menina chamada Lee Yu-ri.

## Filmografia

### Programas de variedades
- Don't be the First One! (JTBC 2020-presente)
- Modern K-Pop History, Bangjajeon (tvN, 2014)[2][3]
- Whale Wars (tvN, 2014)
- Hey Fox (TV Chosun, 2014)
- Mamma Mia (KBS2, 2013-2014)
- Daechan Life (TV Chosun, 2013-2014)
- Shinmungo (TV Chosun, 2013)
- Bonanza Show Bang Bang Bang (MBN, 2013)
- Blind Test Show 180° (MBC, 2013)[4]
- How's Your Husband? (tvN, 2012)
- Star King (SBS, 2012)
- The Great Birth - Season 2 (MBC, 2012)
- Encore, Rebellion of the Tone-deaf (Channel A, 2011-2012)
- Even If It's Hateful, Once Again (SBS E!, 2011-2012)
- We Got Married (MBC, 2011–present)
- Comedy Star (KBS2, 2010)
- Kind Mi-sun (Story On, 2010)
- Intimate Note - Season 3 (SBS, 2009-2010)
- Happy Together - Season 3 (KBS2, 2008-2015)
- Quiz to Change the World (MBC, 2008-2012)
- Cheerful Hero (MBC, 2008)
- True or False (SBS, 2008)
- Sponge 2.0 (KBS2, 2007-2008)
- Bad Housewife (YTN Star, 2007)
- Love in Asia (KBS2, 2007-2008)
- Let's Try to Live Well (SBS, 2006-2007)
- Talk Talk Talk at 2 p.m. (MBC, 2006-2007)
- Capture the Moment, How Is That Possible (SBS, 2006-2008)
- Economic Vitamin (KBS2, 2006-2007)
- 대발견 IQ (EBS, 2005)
- Couple's Diary (MBC, 2005)
- What An Amazing World (SBS, 2002-2009)
- Gag Concert (KBS2, 2002)
- 발견천하 Eureka (KBS2, 2002)
- Man in Crisis (MBC, 2002)
- Happy TV (MBC, 2000)
- Studio of Love (MBC, 1999)
- Current Affairs Comedy File (KBS2, 1999)
- Video ActionQ (SBS, 1998)
- Show! Missy Republic (Dong-A TV, 1995)
- TV Talk (MBC, 1995)
- The Incredible People (MBC, 1995)
- Comedy Observatory (SBS, 1991)
- A Good Laugh at Saturday 7 p.m. (SBS, 1991)
- Youth March (MBC, 1988)

### Dramas de televisão
- To. Jenny (KBS2, 2018)
- Sweet Revenge (Oksusu, 2017)
- What Is Mom? (MBC, 2012)
- The Greatest Love (MBC, 2011) - cameo
- All My Love (MBC, 2010)
- Tae-hee, Hye-kyo, Ji-hyun (MBC, 2009)
- Golden Bride (SBS, 2007)
- Please Come Back, Soon-ae (SBS, 2006)
- Oolla Boolla Blue-jjang (KBS2, 2004)
- Soonpoong Clinic (SBS, 1998-2000)

### Filmes
- Tone-deaf Clinic  (2012)
- Fortune Salon (2009)
- Boy Goes to Heaven (2005) - cameo
- There We Were  (2004)
- Two Wacky Heroes  (1990)
- The Winter of the Kiwi (1987) - extra
- Potato (1987)

### Programas de rádio
- Lee Bong-won and Park Mi-sun's Wa Wa Show (SBS Love FM, 2010)
- Lee Bong-won and Park Mi-sun's Our House Radio (SBS Love FM, 2008-2009)[5]
- Kim Heung-gook and Park Mi-sun's Korean Special Show (SBS Love FM, 2003)
- Jeon Yu-seong and Park Mi-sun's Radio Special Operation (MBC Radio, 1997)
- Kim Heung-gook and Park Mi-sun's Radio Special Operation (MBC Radio, 1997)

## Prêmios
- 2013 KBS Entertainment Awards: Top Excellence Award, Female Entertainer in a Variety Show (Mamma Mia, Happy Together - Season 3)
- 2011 23rd Korean PD Awards: Best Performer, TV Host category
- 2011 MBC Entertainment Awards: Top Excellence Award, Female Entertainer in a Variety Show (Quiz to Change the World)[6]
- 2010 MBC Entertainment Awards: Top Excellence Award, MC category (Quiz to Change the World)[7]
- 2009 MBC Entertainment Awards: Top Excellence Award, Actress in a Sitcom or Comedy (Tae-hee, Hye-kyo, Ji-hyun)[8]
- 2009 KBS Entertainment Awards: Top Excellence Award, Female Entertainer in a Variety Show (Comedy Star, Happy Together - Season 3)[9]
- 2009 45th Baeksang Arts Awards: Best Female Variety Performer (Sunday Night)
- 2008 MBC Entertainment Awards: Top Excellence Award, Female Entertainer in a Variety Show
- 2007 9th KBS Right Language Awards: Recipient
- 2005 12th Korean Entertainment Arts Awards: Best Radio Host
- 2004 SBS Drama Awards: Special Award for Radio (Korean Special Show)
- 2000 36th Baeksang Arts Awards: Best Female Comedian (Soonpoong Clinic)
- 1999 MBC Drama Awards: Top Excellence Award in Radio
- 1996 MBC Drama Awards: Excellence Award in Radio
- 1988 MBC Drama Awards: Best Newcomer in Comedy
- 1988 2nd MBC Gag Contest: Gold Medal